# NGC 2345
NGC 2345 је расејано звездано јато у сазвежђу Велики пас које се налази на NGC листи објеката дубоког неба.
Деклинација објекта је - 13° 11' 37" а ректасцензија 7h 8m 18,7s. Привидна величина (магнитуда) објекта NGC 2345 износи 7,7. NGC 2345 је још познат и под ознакама OCL 575.